# Публий Метилий Сабин Непот
Публий Метилий Сабин Непот (на латински: Publius Metilius Sabinus Nepos; * 45 г.; † 118 г.) е политик и сенатор на Римската империя през 1 век.

## Биография
Произлиза от фамлията Метилии от Алба Лонга.
През 91 г. Непот е суфектконсул заедно с Квинт Валерий Вегет. От 95 до 97/98 г. e префект Augusti pro praetore и легат на провинция Британия. Вероятно той основава колониите Colonia Domitiana Lindensium (Линкълн) и Colonia Nervia Glevensium (Глостър).
През 105 г. Непот става арвалски брат и умира през 118 г. Неговият син Публий Метилий Непот е през 103 г. суфектконсул.